# آسر (مسلسل)
آسر مسلسل تلفازي لبناني سوري مشترك أنتج وعُرض في سنة 2025، مُقتبس من المسلسل التركي "إيزل"، من كتابة النسخة العربية رغداء الشعراني، ومن بطولة باسل خياط، عباس النوري، سامر المصري، باميلا الكيك، وخالد القيش.

## قصة المسلسل
بعد خيانة أصدقائه والمرأة التي أحبها، يجد مجد نفسه خلف القضبان. لكنه لا ينهزم... بملامح جديدة وهوية مختلفة، يعود "آسر" لهدف واحد: وهو الانتقام.

## الممثلون
- باسل خياط، بدور «آسر»
- عباس النوري، بدور «الخال»
- سامر المصري، بدور «عزت»
- باميلا الكيك، بدور «حياة»
- خالد القيش، بدور «راغب»
- نادين خوري، بدور «مريم "أم مجد"»
- لجين إسماعيل، بدور «مجد»
- زينة مكي، بدور «ناي»
- زهير عبد الكريم، بدور «أمين "أبو مجد"»
- مجدي مشموشي، بدور «غازي»
- إيهاب شعبان، بدور «جابر»
- ورد عجيب، بدور «رامي»
- ميخائيل صليبي، بدور «فراس»
- ريم خوري، بدور «لارا»
- سلطان ديب، بدور «فيصل»
- لونا بشارة، بدور «نور»
- كارمن لبس، بدور «سلمى»
- طلال مارديني، بدور «تموز»
- علي يونس، بدور «علي»
- ريام كفارنة
- بيير داغر

## وصلات خارجية
- آسر على موقع IMDb (الإنجليزية)
- آسر على موقع قاعدة بيانات الأفلام العربية